# Lázaro Núñez Robres
Lázaro Núñez Robres (Almansa, 1 de juny de 1827 - 1896 o posterior) fou un compositor espanyol. Estudià el batxillerat a Madrid i després Dret a València però, sentint-se atret per la música, ingressà al Conservatori de Madrid, on tingué com a mestres Ramon Carnicer, Pedro Albéniz i Baltasar Saldoni. El 1858 estrenà la seva primera sarsuela, El alférez, amb cants del cèlebre poeta Gustavo Adolfo Bécquer. A aquesta la seguiren: Un sobrino; Tal para cual; El primer vuelo de un pollo (1861); Don Carnaval y Doña Cuaresma; El sargento Lozano; Por un paraguas, totes estrenades amb èxit.
El mestre Nuñez Robres fou també director d'orquestra del Teatro Español de Madrid i del Circo Price, pels qui va compondre moltes peces de circumstàncies. Se li deuen nombroses composicions per a piano, cançons populars, entre les quals Cimarroncita, amb lletra de Manuel del Palacio, que assolí extraordinària popularitat, així com les titulades Recuerdos de mi patria i Una tarde en Lavapiés. Finalment publicà una col·lecció de cants espanyols, recollits, ordenats i arranjats per a piano, que titulà La música del pueblo (Madrid, 1869), a la qual posà un pròleg molt erudit.

## Biografia
Va estudiar filosofia a Madrid i el primer any de lleis a la Universitat de València. La seva afecció per la música el menà a matricular-se al Conservatori de Madrid el 1846, ingressant a la classe de composició de Carnicer, la de piano de Albéniz i la de cant de Saldoni (fou alumne de Saldoni entre 1847 i 1852). Va destacar en la composició i el piano, i amb prou feines acabats els seus estudis, es va donar a conèixer al Teatre de la Zarzuela de Madrid amb les obres Un sobrino (en dos actes, estrenada el maig de 1857), El alférez (en un acte, estrenada el 23 de juny de 1858) i Tal para cual (1860). Al Teatre del Circ, la cantant Amalia Ramírez va estrenar amb èxit les seves sarsueles Por un paraguas i El primer vuelo de un pollo (19-II-1861). Una altra sarsuela d'èxit fou Los zulúes, publicant-se la reducció per cant i piano el 1879 segons anunciava a La Correspondencia de España. També va escriure varies fantasies per a piano sobre motius d'òperes, melodies per a cant i piano, cançons andaluses i algunes col·leccions de peces per a piano, sobre tot danses. Destaquen els seus popurrís sobre motius populars de moda als salons, entre ells Recuerdos de mi patría (1854), Pot-popurrí de aires populares españoles (1858), Una tarde en Lavapiés (ca. 1870) i Nuevo pot-popurrí de cantos populares (1872), tots par a piano.
El seu interès per la música popular espanyola va donar com a fruit l'obra La música del pueblo, publicada el 1867. En el pròleg l'autor assenyalava la necessitat de recopilar i difondre els cants populars: tenia un total de cinquanta números, arreglats per a veu i piano, recopilats entre 1866 i 1867, segons s'afirma a La Escena (nº2, 20-X-1866). La música del pueblo fou una obra pionera i va tenir gran difusió: es va anunciar la segona entrega al Museo Universal (nº31, 2-VII-1868). La segona edició completa data el 1870, i el 1873 Nicolás Toledo presentava una edició de luxe destinada a l'Exposició Universal de Viena, que va tenir una critica excel·lent a La España Musical (nº 367, 18-VII-1873) La recopilació s'havia realitzat en el camp, però també en arxius i biblioteques. L'objectiu de l'autor era realitzar una col·lecció de cants antics i moderns de totes les províncies espanyoles, des del romanç fins al zortziko, des del villancico fins a la soleá, des de l'himne guerrer fins al religiós rosari. La col·lecció presentava l'avantatge, segons assenyalava l'autor, de que els números estaven arreglats per piano i no presentaven dificultats d'execució, de manera que eren assequibles als aficionats i s'adaptaven als requeriments de la música de sala.
Núñez Robres fou director de l'orquestra dels teatres del Circo i Espanyol de Madrid (en aquest últim des de 1867 fins, almenys 1879). En la temporada de 1873-74 fou mestre i director d'orquestra en el Teatre Apolo. En la temporada següent va tornar al Teatre Espanyol i va escriure la sarsuela en un acte Mi vecino don Juan. També va ser col·laborador des seminari líric-dramàtic El Arte (1873-74). Des de 1883 es va dedicar a l'ensenyament de l'harmonia, emprant el mateix mètode que Carnicer, basat en els preceptes de la Geneufonía (La Propaganda Musical, nº2, 1883). De la seva faceta de compositor sobresurt la seva aportació a la música de sala, tant el piano com la cançó lírica. Va posar música als versos de Eugeni Sànchez de Fuentes en les seves cançons andaluses La Navaja (1853) i El cigarro. La seva producció lírica resumeix quasi totes les tendències líriques del moment: cançons andaluses (El cigarro, La navaja, Mi gaché), havaneres (La cimarroncita, amb versos de Manuel del Palacio, de 1872), romanços (La última ilusión, dedicada a les subscriptores de La Moda Elegante Ilustrada el 1866), melodies (la col·lecció Las auras de abril), cançó religiosa (la pregaria A Maria, sobre un poema de Zorrilla, 1855), cançó àrab (La cautiva, 1878) i peces líriques destinades als intermedis de comèdies.
L'èxit d'aquestes peces devia ser important, no en va Cotarelo va afirmar que "el estilo de Robres no era para lo dramático, sino para los bailables y canciones populares". Expressions castisses i temàtica costumista en els textos, riquesa harmònica, cadències andaluses, recreació de escales modals en la melodia vocal (però harmonitzades convencionalment), profusió de florejats superiors i vocalitzacions ornamentals son alguns dels trets que presenten les seves obres líriques. El cigarro resumeix alguns estereotips de la cançó andalusa tant de moda a la dècada de 1860: argot andalús, irregularitat mètrica, ritme ternari, expressions castisses, accents desplaçats a la part vocal i evocacions de la cadència andalusa al final de les cobles resoltes en mode major en el refrany (en al·lusió al fandango). La cautiva s'inscriu en l'arabisme líric de la dècada següent, amb la presència de la 2ª augmentada en la melodia vocal i els obstinats en el piano. La navaja i Mi gaché tenen menys interès harmònic i la seva sonoritat remet al món de la sarsuela, amb la inclusió de recitals. Tanmateix, La navaja presenta unes intervencions del piano lúcides (menys quan adopta el característic ritme del vals), i un tractament melòdic amb grans salts i notes florejades en dissenys descendents.

## Obra
- Música escènica: Don Carvajal y Doña Cuaresma; El alférez; El primer vuelo de un pollo; El sargento Lozano; Mi vecino don Juan; Por un paraguas; Tal para cual; Un sobrino.
- Veu i orgue: Madre qué aromas plácidos bebes.
- Veu i piano: A María; Brindis; El cautivo; El cigarro; Esplendentes ilusiones; La batelera; La cimattoncita; La música del pueblo; La navaja; La paloma azul; La última ilusión; Mi gaché; Serenata.
- Veus soles: Ave María; Salve.
- Piano: Célebre potpurrí de aires españoles; El Elíseo; El país de las monas; El tulipán; Fandango; Jota aragonesa; Los céfiros; Los zulús; Marcha fúnebre; Nuevo popurrí; Nuevo pot-pourrí de cantos populares; Polka de bodas; Pot-pourrí de aires populares españoles; Recuerdos de mi patria; Rigoletto; Seis habaneras; Tarantela napolitana; Una tarde en Lavapiés; Virginia Bell.